# Nico Hülkenberg
Nicolas Hülkenberg (* 19. srpna 1987 Emmerich am Rhein) je německý automobilový závodník, od roku 2025 působící ve Formuli 1 jako pilot v týmu Sauber. V roce 2015 zvítězil v závodě 24 hodin Le Mans s týmem Porsche.
V motokárách začal závodit v deseti letech. Vyhrál několik národních titulů a v roce 2005 vstoupil do juniorské formule. První titul získal v šampionátu Formula BMW ADAC v roce 2005, následovaly tituly v A1 Grand Prix, Masters of Formula3 a Formula 3 Euro Series. V roce 2009 přestoupil do GP2 Series, kde při svém debutu získal titul.
V letech 2007–2009 byl testovacím jezdcem Williamsu, se kterým pro rok 2010 podepsal smlouvu. Debutoval v Grand Prix Bahrajnu, první pole position získal v Grand Prix Brazílie 2010. V roce 2011 ho nahradil Pastor Maldonado. Hülkenberg se přesunul k týmu Force India na post testovacího jezdce a od roku 2012 za tým závodil. V roce 2013 se přesunul do Sauberu, další rok se vrátil do Force Indie, kde byl až do roku 2016. Roky 2017–2019 strávil v týmu Renault, než se opět vrátil do Force Indie, která se mezitím přejmenovala na Racing Point (a později na Aston Martin), kde do roku 2022 působil jako rezervní jezdec a kde v pěti závodech nahradil Sergia Péreze, Lance Strolla a Sebastiana Vettela. V letech 2023 a 2024 působil jako jezdec v týmu Haas. Od roku 2025 je pilotem týmu Sauber, se kterým získal své první pódiové umístění, když při Grand Prix Velké Británie 2025 dojel třetí.
Celkem ve Formuli 1 získal jednu pole position, zajel dvě nejrychlejší kola a jednou skončil mezi třemi nejlepšími. Ve Formuli 1 držel rekord v počtu odjetých závodů bez zisku pódia (239), v Silverstone v roce 2025 získal své první pódium (třetí místo). Se Sauberem má uzavřenou smlouvu do konce roku 2026.

## Kariéra před F1
V roce 1997 debutoval v deseti letech v motokárách, o pět let později již vyhrál národní šampionát. V roce 2005 přestoupil do seriálu Formule BMW a ihned na sebe upoutal pozornost. Vyhrál takřka polovinu závodů a díky nejvyššímu počtu bodů získal mistrovský titul. Díky tomuto úspěchu byl nominován jako první jezdec německého národního týmu v poháru A1 Grand Prix. Zajistil Německu vítězství a od poloviny sezony celé sérii dominoval. Vyhrál šest z deseti hlavních závodů.
V roce 2007 se umístil na celkovém třetím místě ve své první sezoně v eurosérii formule 3.

## Formule 1
Hülkenberg se poprvé svezl ve voze Formule 1 v roce 2007 v testu pro tým Williams. Dvoudenní test se konal na španělském okruhu Circuito Permanente de Jerez a Hülkenberg předstihl tehdejšího jezdce Kazukiho Nakadžimu. Hülkenbergův výkon při testu vedl k tomu, že jej tým Williams podepsal jako zkušebního jezdce a nastoupil v několika dalších testech. Jeho smlouva s Williamsem byla prodloužena i pro sezónu 2009. Hülkenberg také působil jako záložní jezdec týmu v případě, že by některý z jezdců nebyl schopen nastoupit do závodu.

### Williams (2010)
Dne 2. listopadu 2009 byl Hülkenberg potvrzen jako závodní jezdec týmu Williams, jeho týmovým kolegou byl zkušený Brazilec Rubens Barrichello.
Hülkenberg debutoval ve Velké ceně Bahrajnu, kde skončil na čtrnáctém místě. Další závod v Austrálii po kolizi s Kamuiem Kobajašim nedokončil. V kvalifikaci na Velkou cenu Malajsie se poprvé dostal do její třetí části a kvalifikoval se na pátém místě. Závod dokončil na místě desátém a získal svůj první bod ve Formuli 1. Ve Velké Británii skončil opět na desátém místě. Jeho nejlepším umístěním bylo šesté místo v Německu. Bodoval také v Itálii, Singapuru, Koreji a v Brazílii. Závod v Japonsku po kolizi s Vitalijem Petrovem nedokončil.
Dne 6. listopadu získal Hülkenberg svou první pole position ve Formuli 1, když o 1,049 sekundy porazil Sebastiana Vettela v kvalifikaci na Velkou cenu Brazílie, která byla ovlivněna deštěm. Poté, co ztratil náskok v úvodním kole, nakonec závod dokončil na osmém místě.
V sezóně získal 22 bodů a obsadil celkové 14. místo.
Pro sezónu 2011 byl v týmu nahrazen Pastorem Maldonadem, který do týmu přinesl vyšší finanční prostředky. Po Velké ceně Abú Zabí Hülkenberg oznámil, že pro nadcházející sezónu nezískal žádnou závodní sedačku.

### Force India (2011–2012)

#### 2011
Dne 26. ledna 2011 byl Hülkenberg potvrzen jako rezervní jezdec u týmu Force India pro sezónu 2011. Nahradil tak Paula di Restu, který byl povýšen na místo závodního jezdce. Hülkenberg nastoupil ve všech pátečních trénincích kromě Monaka, Maďarska, Koreje, Indie a Abú Zabí. Dne 16. prosince 2011 tým Force India oznámil, že se Hülkenberg v sezóně 2012 stane jejich závodním jezdcem.

#### 2012
Po devátém místě v kvalifikaci na Velkou cenu Austrálie vypadl po kolizi již v prvním kole. Po šestnáctém místě v kvalifikaci obsadil v Malajsii devátou příčku a získal své první body s týmem Force India. Šestnáctý skončil i v kvalifikaci na Velkou cenu Číny a v závodě obsadil patnácté místo. Po třinácté pozici v kvalifikaci na Velkou cenu Bahrajnu si v závodě o jedno místo polepšil a skončil tak místě dvanáctém. Ze třináctého místa v kvalifikaci při Velké ceně Španělska získal jeden bod za desáté místo. V Monaku po startu z jedenácté příčky skončil osmý. Nejlepší umístění zaznamenal v Belgii, když skončil na čtvrtém místě. Při Velké ceně Singapuru nezískal žádné body, ale připsal si nejrychlejší kolo. Hülkenberg bodoval v dalších pěti závodech s výjimkou Velkou cenou Abú Zabí, který nedokončil. Se ziskem 63 bodů skončil na celkovém 11. místě.

### Sauber (2013)
Dne 31. října 2012 tým Sauber oznámil, že se Hülkenberg stane jejich závodním jezdcem pro sezónu 2013. Jeho týmovým kolegou byl Esteban Gutiérrez.
Do úvodního závodu v Austrálii kvůli úniku paliva nenastoupil. Do závodu v Malajsii se kvalifikoval na dvanáctém místě a závod dokončil na místě osmém. Nejlepší kvalifikační výsledek předvedl v Itálii, když získal třetí místo na startu. Po ztrátě dvou pozic, dokončil závod na pátém místě. Jeho nejlepším umístěním bylo čtvrté místo při Velké ceně Koreje. V sezóně osadil celkové 10. místo se ziskem 51 bodů.

### Force India (2014–2016)

#### 2014
Dne 3. prosince 2013 tým Force India oznámil, že se Hülkenberg opět stane jejich jezdcem pro sezónu 2014. Jeho týmovým kolegou se stal Sergio Pérez.
Úvodní závod v Austrálii dokončil na sedmém místě, ale po diskvalifikaci Daniela Ricciarda se posunul na šesté místo. V Malajsii a v Bahrajnu skončil na pátém místě. Po těchto závodech se držel na celkovém třetím místě. V Číně skončil šestý a propadl se na celkové čtvrté místo. Jeho nejlepším umístěním bylo páté místo, které získal celkem čtyřikrát. Pravidelný bodový zisk v celé sezóně znamenal, že Hülkenberg dokončil sezónu na 9. místě se ziskem 96 bodů a pomohl tak týmu Force India dosáhnout šestého místa v Poháru Konstruktérů.
V říjnu 2014 tým Force India potvrdil Hülkenberga i pro sezónu 2015.

#### 2015
V prvním závodě v Austrálii skončil na sedmém místě. Od Velké ceny Malajsie do Velké ceny Monaka nedokázal bodovat. Závod v Maďarsku po velké nehodě nedokončil. V Belgii měl poruchu energetické jednotky a do závodu vůbec nenastoupil. Závody v Singapuru, Rusku a v USA po kolizích nedokončil. V sezóně získal 58 bodů a obsadil celkové 10. místo.

#### 2016
I v sezóně 2016 pokračoval s týmem Force India. V úvodním závodě v Austrálii skončil opět na sedmém místě. Další dva závody dokončil na patnáctém místě. V Rusku kolidoval s bývalým týmovým kolegou Estebanem Gutiérrezem a závod pro něj skončil. Další závod ve Španělsku kvůli úniku oleje nedokončil. V dalších třech závodech bodoval. Při kvalifikaci na Velkou cenu Rakouska se kvalifikoval na třetím místě a díky penalizace Nica Rosberga startoval druhý. Závod však kvůli problémům s brzdami nedokončil. Následoval další pravidelný bodový zisk v pěti závodech. V Singapuru se připletl do úvodní kolize a závod nedokončil. Další dva závody dokončil na osmém místě. Při Velké ceně USA se opět připletl do kolize a závod pro něj opět skončil. Poslední tři závody sezóny dokončil na sedmém místě. Sezónu dokončil na 9. místě se ziskem 72 bodů.
Po skončení sezóny ukončil své působení v týmu Force India.

### Renault (2017–2019)

#### 2017
Dne 14. října tým Renault oznámil, že s Hülkenbergem uzavřel víceletou smlouvu.
První body za tým získal ve třetím závodě sezóny v Bahrajnu, kde skončil na devátém místě. V následujícím závodě v Rusku skončil na devátém místě. Při Velké ceně Španělska skončil na šestém místě, což byl nejlepší výsledek týmu Renault od návratu do Formule 1 v sezóně 2016. Hülkenbergův pravidelný bodový zisk skončil v Monaku, když kvůli problémům s převodovkou musel odstoupit. V Kanadě skončil na osmém místě, po kterém následovalo odstoupení v Ázerbájdžánu. V Rakousku dojel po špatném startu na třináctém místě a poprvé skončil za týmovým kolegou Jolyonem Palmerem.
Nové vylepšení týmu přineslo obrovské zlepšení. Při Velké ceně Velké Británie se kvalifikoval a závod dokončil na šestém místě. V Maďarsku se kvalifikoval na sedmém místě, ale kvůli penalizaci za novou převodovku startoval až dvanáctý. Během závodu došlo k incidentu, když Kevin Magnussen vytlačil Hülkenberga z trati při boji o pozici. Magnussen dostal za tento incident časový trest. Hülkenberg závod nakonec nedokončil. Po závodě v době kdy Magnussen dával rozhovor dánské televizi, za ním Hülkenberg přišel, aby si kolizi vyříkali. Magnussen mu odvětil legendární hláškou "suck my balls, mate".
Po letní přestávce se v Belgii kvalifikoval na sedmém místě a v závodě skončil šestý. V Singapuru bylo oznámeno, že Hülkenbergova týmového kolegu Jolyona Palmera pro sezónu 2018 nahradí Carlos Sainz Jr.. V závodě se dlouho držel blízko stupňů vítězů, ale nakonec musel kvůli úniku oleje odstoupit. Po tomto závodě se stal držitelem rekordu, v počtu závodů bez umístění na stupních vítězů.
Při Velké ceně Japonska bylo oznámeno, že Carlos Sainz Jr. nahradí Palmera po zbytek sezóny počínaje Velkou cenou USA. Závod v Japonsku kvůli selhání systému DRS nedokončil. V USA a v Mexiku odstoupil kvůli problémům s motorem. V posledních dvou závodech sezóny dokázal bodovat. V sezóně obsadil celkové 10. místo, když získal 43 bodů.

#### 2018
I v sezóně 2018 Hülkenberg pokračoval s týmem Renault.
V úvodní Velké ceně Austrálie skončil na sedmém místě. Další dva závody dokončil na šestém místě. Závod v Ázerbájdžánu kvůli poškozenému zavěšení nedokončil. Ani další závod ve Španělsku poté, co ho sestřelil Romain Grosjean, nedokončil. V dalších šesti závodech s výjimkou Velké ceny Rakouska pravidelně bodoval.
Po letní přestávce v Belgii způsobil hned po startu obrovskou nehodu, kvůli které dostal v dalším závodě trest posunu o deset míst vzad. V dalších čtyřech závodech získal pouze jeden bod. V USA a v Mexiku dojel na šestém místě. Závod v Brazílii kvůli přehřátí motoru nedokončil. V poslední Velké ceně Abú Zabí byl převrácen Romainem Grosjeanem na bariéru.
V této sezóně získal 69 bodů a obsadil celkové 7. místo, což je jeho nejlepším umístěním v sezóně.

#### 2019
Pro sezónu 2019 se k týmu Renault připojil Daniel Ricciardo.
V prvním závodě sezóny v Austrálii dokončil opět na sedmém místě. V Bahrajnu postihla tým katastrofa, když oba jezdci vypadli v 53. kole kvůli problémům s motorem. Ani další závod v Číně Hülkenberg kvůli problémům se softwarem nedokončil. Při kvalifikaci na Velkou cenu Španělska porušil pravidlo parc fermé a musel startovat z boxové uličky. Závod dokončil na třináctém místě. I další závod v Monaku skončil na třináctém místě. V Kanadě, ve Francii a ve Velké Británii bodoval. V domácí mokré Velké ceně Německa se dlouho držel na čtvrtém místě, ale po chybě skončil na mokré trati v bariéře. Závod v Maďarsku dokončil mimo body.
Už před Velkou cenou Belgie tým Renault oznámil, že od sezóny 2020 v týmu nahradí Hülkenberga Francouz Esteban Ocon.
V závodě v Belgii skončil na osmém místě. Na Velkou cenu Itálie se Hülkenberg kvalifikoval na šestém místě. Jeho týmový kolega Daniel Ricciardo dokonce na místě pátém. V závodě si oba jezdci o jednu pozici polepšili a skončili na čtvrtém a pátém místě. Jednalo se o nejlepší výsledek týmu Renault od jeho návratu do Formule 1 v sezóně 2016. Následují dva závody dokončil také na bodech. Závod v Japonsku dokončil na desátém místě, ale po protestu týmu Racing Point byli dodatečně oba jezdci Renaultu diskvalifikováni kvůli nelegálnímu brzdovému systému v jejich vozech. Jednalo se o první Hülkenbergovu diskvalifikaci v kariéře. V dalších dvou závodech skončil opět na bodech. V závodě v Brazílii obdržel pětisekundovou časovou penalizaci, za předjetí Kevina Magnussena pod safety carem a skončil až patnáctý. Poslední závod v Abú Zabí dokončil na nebodovaném dvanáctém místě. Celkem nasbíral 37 bodů a obsadil celkové 14. místo.

### Rezervní jezdec Racing Pointu a Aston Martinu (2020–2022)
Pro sezónu 2020 se mu nepodařilo sehnat závodní sedačku u žádného týmu, ačkoliv předtím měl Nico dle slov Alaina Prosta na stole nabídku od Renaultu na roční smlouvu s opcí na rok 2021, Hülkenberg přesto trval na dvouleté což patrně zapříčinilo jeho úplnou ztrátu sedačky.
Avšak kvůli pozitivnímu testu na koronavirus, který měl Sergio Pérez, byl Hülkenberg povolán do dějiště Velké ceny Velké Británie, aby za něj zaskočil. V kvalifikaci skončil na třináctém místě. Naneštěstí kvůli problémům s pohonnou jednotkou na jeho voze do závodu vůbec nenastoupil. Hülkenberg vystřídal Péreze i o týden později během Velké ceny 70. výročí Formule 1. V kvalifikaci skončil na třetím místě. Závod, i kvůli třem zastávkám v boxech, dokončil až na sedmém místě. V monopostu týmu Racing Point se Hülkenberg objevil ještě během Velké ceny Eifelu, kde nahradil Lance Strolla, který kvůli zdravotním potížím do závodu nenastoupil. Hülkenberg se před závodem zúčastnil pouze kvalifikace, kde odjel pouze čtyři kola a obsadil dvacáté místo. Závod dokončil na bodovaném osmém místě. Původně byl ale kandidátem na záskok za Alexe Albona u týmu Red Bull Racing. U Red Bullu ale nebyli spokojeni s jeho jezdci po boku Maxe Verstappena, takže se Nico stal kandidátem na sedačku spolu s Mexičanem Sergiem Pérezem, přičemž Hülkenberga do Red Bullu podporoval také právě Max se svým otcem Josem Verstappenem. Přednost však dostal Pérez.
Ve dvou závodech, do kterých nastoupil, dokázal získat 10 bodů a obsadil v sezóně celkové 15. místo.
Od sezóny 2021 Hülkenberg působí jako testovací a rezervní jezdec týmu Aston Martin.
Během sezóny 2021 Hülkenberg nestartoval v žádném závodě, ovšem v létě se dostal mezi kandidáty na sedačku u svého bývalého týmu – Williamsu.
Hned v prvním závodě sezóny 2022, který se konal v Bahrajnu, Hülkenberg nahradil Sebastiana Vettela který byl pozitivně testován na koronavirus. V kvalifikaci porazil svého týmového kolegu Lance Strolla a do závodu odstartoval ze sedmnáctého místa, na kterém také závod dokončil.

### Haas (2023–2024)
Dne 17. listopadu 2022 bylo oznámeno, že v sezóně 2023 nahradí Micka Schumachera v Haasu.

## Působení mimo Formuli 1
V roce 2015 se zúčastnil v barvách týmu Porsche Motorsport dvou závodů šampionátu FIA WEC včetně legendárního závodu 24 hodin Le Mans. Ten dokonce vyhrál spolu s kolegy Earlem Bamberem a Nickem Tandym.
V roce 2020 se Nico zúčastnil s týmem mcchip-dkr testování vozu Lamborghini Huracán GT3 s tím že v jejich barvách nastoupí v německé prestižní GT sérii ADAC GT Masters. Z Hülkenbergova startu ovšem sešlo kvůli povinnostem v F1.
Na podzim roku 2021 se Nico zúčastnil testování v americkém IndyCar s týmem McLaren, šéf týmu Zak Brown jej měl dokonce na vrcholu žebříčku kandidátů na sedačku, přesto se později Nico rozhodl že do zámoří nezamíří - uvedl osobní důvody, nicméně faktem byl i jeho nezájem o závodění i na oválech, na které nebyl zvyklý.

## Výsledky
| Legenda k tabulce | Legenda k tabulce                                                                       |
| Barva             | Výsledek                                                                                |
| ----------------- | --------------------------------------------------------------------------------------- |
| Zlatá             | Vítěz                                                                                   |
| Stříbrná          | 2. místo                                                                                |
| Bronzová          | 3. místo                                                                                |
| Zelená            | Bodované umístění                                                                       |
| Modrá             | Nebodované umístění                                                                     |
| Modrá             | Dokončil neklasifikován (NC)                                                            |
| Fialová           | Odstoupil (Ret)                                                                         |
| Červená           | Nekvalifikoval se (DNQ)                                                                 |
| Červená           | Nepředkvalifikoval se (DNPQ)                                                            |
| Černá             | Diskvalifikován (DSQ)                                                                   |
| Bílá              | Nestartoval (DNS)                                                                       |
| Bílá              | Závod zrušen (C)                                                                        |
| Světle modrá      | Pouze trénoval (PO)                                                                     |
| Světle modrá      | Páteční testovací jezdec (TD)                                                           |
| Bez barvy         | Netrénoval (DNP)                                                                        |
| Bez barvy         | Vyřazen (EX)                                                                            |
| Bez barvy         | Nepřijel (DNA)                                                                          |
| Bez barvy         | Odvolal účast (WD)                                                                      |
| Bez barvy         | Nezúčastnil se (prázdné)                                                                |
| Označení          | Význam                                                                                  |
| Tučnost           | Pole position                                                                           |
| Kurzíva           | Nejrychlejší kolo                                                                       |
| †                 | Jezdec nedojel do cíle, ale byl klasifikován, protože odjel více než 90 % délky závodu. |
| ‡                 | Byl udělován poloviční počet bodů, protože bylo odjeto méně než 75 % délky závodu.      |
| Horní index       | Umístění bodujících jezdců ve sprintu                                                   |

### Závodní kariéra
| Sezóna  | Série                              | Tým                                   | Závody                      | Vítězství                   | PP                          | NK                          | Pódia                       | Body                        | Umístění                    |
| ------- | ---------------------------------- | ------------------------------------- | --------------------------- | --------------------------- | --------------------------- | --------------------------- | --------------------------- | --------------------------- | --------------------------- |
| 2005    | Formula BMW ADAC                   | Josef Kaufmann Racing                 | 20                          | 8                           | 9                           | 6                           | 14                          | 287                         | 1. místo                    |
| 2005    | Formula BMW World Final            | Josef Kaufmann Racing                 | 1                           | 0                           | 0                           | 1                           | 1                           | —                           | 3. místo                    |
| 2006    | German Formula 3                   | Josef Kaufmann Racing                 | 18                          | 1                           | 3                           | 5                           | 6                           | 78                          | 5. místo                    |
| 2006    | V de V Challenge Endurance Moderne | Griffith's                            | 2                           | 1                           | 2                           | ?                           | 1                           | 50                          | 17. místo                   |
| 2006–07 | A1 Grand Prix                      | A1 Team Germany                       | 20                          | 9                           | 3                           | 5                           | 14                          | 128                         | 1. místo                    |
| 2007    | Formula 3 Euro Series              | ASM Formule 3                         | 20                          | 4                           | 2                           | 3                           | 8                           | 72                          | 3. místo                    |
| 2007    | Grand Prix Macaa                   | ASM Formule 3                         | 1                           | 0                           | 0                           | 0                           | 0                           | —                           | 23. místo                   |
| 2007    | Masters of Formula 3               | ASM Formule 3                         | 1                           | 1                           | 0                           | 0                           | 1                           | —                           | 1. místo                    |
| 2007    | Formule 1                          | AT&T Williams                         | Testovací / Rezervní jezdec | Testovací / Rezervní jezdec | Testovací / Rezervní jezdec | Testovací / Rezervní jezdec | Testovací / Rezervní jezdec | Testovací / Rezervní jezdec | Testovací / Rezervní jezdec |
| 2008    | Formula 3 Euro Series              | ART Grand Prix                        | 20                          | 7                           | 6                           | 7                           | 8                           | 87                          | 1. místo                    |
| 2008    | Masters of Formula 3               | ART Grand Prix                        | 1                           | 0                           | 1                           | 0                           | 1                           | —                           | 2. místo                    |
| 2008    | Formule 1                          | AT&T Williams                         | Testovací / Rezervní jezdec | Testovací / Rezervní jezdec | Testovací / Rezervní jezdec | Testovací / Rezervní jezdec | Testovací / Rezervní jezdec | Testovací / Rezervní jezdec | Testovací / Rezervní jezdec |
| 2008–09 | GP2 Asia Series                    | ART Grand Prix                        | 4                           | 1                           | 2                           | 0                           | 2                           | 27                          | 6. místo                    |
| 2009    | GP2 Series                         | ART Grand Prix                        | 20                          | 5                           | 3                           | 5                           | 10                          | 100                         | 1. místo                    |
| 2009    | Formule 1                          | AT&T Williams                         | Testovací / Rezervní jezdec | Testovací / Rezervní jezdec | Testovací / Rezervní jezdec | Testovací / Rezervní jezdec | Testovací / Rezervní jezdec | Testovací / Rezervní jezdec | Testovací / Rezervní jezdec |
| 2010    | Formule 1                          | AT&T Williams                         | 19                          | 0                           | 1                           | 0                           | 0                           | 22                          | 14. místo                   |
| 2011    | Formule 1                          | Force India F1 Team                   | Testovací / Rezervní jezdec | Testovací / Rezervní jezdec | Testovací / Rezervní jezdec | Testovací / Rezervní jezdec | Testovací / Rezervní jezdec | Testovací / Rezervní jezdec | Testovací / Rezervní jezdec |
| 2012    | Formule 1                          | Sahara Force India F1 Team            | 20                          | 0                           | 0                           | 1                           | 0                           | 63                          | 11. místo                   |
| 2013    | Formule 1                          | Sauber F1 Team                        | 19                          | 0                           | 0                           | 0                           | 0                           | 51                          | 10. místo                   |
| 2014    | Formule 1                          | Sahara Force India F1 Team            | 19                          | 0                           | 0                           | 0                           | 0                           | 96                          | 9. místo                    |
| 2015    | Formule 1                          | Sahara Force India F1 Team            | 19                          | 0                           | 0                           | 0                           | 0                           | 58                          | 10. místo                   |
| 2015    | FIA WEC                            | Porsche Team                          | 2                           | 1                           | 0                           | 0                           | 1                           | 58                          | 9. místo                    |
| 2015    | 24 hodin Le Mans                   | Porsche Team                          | 1                           | 1                           | 0                           | 0                           | 1                           | —                           | 1. místo                    |
| 2016    | Formule 1                          | Sahara Force India F1 Team            | 21                          | 0                           | 0                           | 1                           | 0                           | 72                          | 9. místo                    |
| 2017    | Formule 1                          | Renault Sport F1 Team                 | 20                          | 0                           | 0                           | 0                           | 0                           | 43                          | 10. místo                   |
| 2018    | Formule 1                          | Renault Sport F1 Team                 | 21                          | 0                           | 0                           | 0                           | 0                           | 69                          | 7. místo                    |
| 2019    | Formule 1                          | Renault F1 Team                       | 21                          | 0                           | 0                           | 0                           | 0                           | 37                          | 14. místo                   |
| 2020    | Formule 1                          | BWT Racing Point F1 Team              | 3                           | 0                           | 0                           | 0                           | 0                           | 10                          | 15. místo                   |
| 2021    | Formule 1                          | Aston Martin Cognizant F1 Team        | Rezervní jezdec             | Rezervní jezdec             | Rezervní jezdec             | Rezervní jezdec             | Rezervní jezdec             | Rezervní jezdec             | Rezervní jezdec             |
| 2022    | Formule 1                          | Aston Martin Aramco Cognizant F1 Team | 2                           | 0                           | 0                           | 0                           | 0                           | 0                           | 22. místo                   |
| 2023    | Formule 1                          | MoneyGram Haas F1 Team                | 22                          | 0                           | 0                           | 0                           | 0                           | 9                           | 16. místo                   |
| 2024    | Formule 1                          | MoneyGram Haas F1 Team                | 24                          | 0                           | 0                           | 0                           | 0                           | 41                          | 11. místo                   |
| 2025    | Formule 1                          | Stake F1 Team Kick Sauber             | 12                          | 0                           | 0                           | 0                           | 1                           | 37*                         | 9. místo*                   |

### Kompletní výsledky ve Formuli 1
| Rok  | Tým                                   | Šasi               | Motor                                  | 1       | 2       | 3       | 4       | 5       | 6       | 7       | 8       | 9        | 10      | 11      | 12     | 13      | 14      | 15      | 16      | 17      | 18      | 19     | 20      | 21      | 22      | 23       | 24    | Body | Umístění  |
| ---- | ------------------------------------- | ------------------ | -------------------------------------- | ------- | ------- | ------- | ------- | ------- | ------- | ------- | ------- | -------- | ------- | ------- | ------ | ------- | ------- | ------- | ------- | ------- | ------- | ------ | ------- | ------- | ------- | -------- | ----- | ---- | --------- |
| 2010 | AT&T Williams                         | Williams FW32      | Cosworth CA2010 2,4 V8                 | BHR 14  | AUS Ret | MAL 10  | CHN 15  | ESP 16  | MON Ret | TUR 17  | CAN 13  | EUR Ret  | GBR 10  | GER 13  | HUN 6  | BEL 14  | ITA 7   | SIN 10  | JPN Ret | KOR 10  | BRA 8   | ABU 16 |         |         |         |          |       | 22   | 14. místo |
| 2011 | Force India F1 Team                   | Force India VJM04  | Mercedes FO 108Y 2,4 V8                | AUS TD  | MAL TD  | CHN TD  | TUR TD  | ESP TD  | MON     | CAN TD  | EUR TD  | GBR TD   | GER TD  | HUN TD  | BEL TD | ITA TD  | SIN     | JPN TD  | KOR     | IND     | ABU     | BRA TD |         |         |         |          |       | –    | –         |
| 2012 | Sahara Force India F1 Team            | Force India VJM05  | Mercedes FO 108Z 2,4 V8                | AUS Ret | MAL 9   | CHN 15  | BHR 12  | ESP 10  | MON 8   | CAN 12  | EUR 5   | GBR 12   | GER 9   | HUN 11  | BEL 4  | ITA 21† | SIN 14  | JPN 7   | KOR 6   | IND 8   | ABU Ret | USA 8  | BRA 5   |         |         |          |       | 63   | 11. místo |
| 2013 | Sauber F1 Team                        | Sauber C32         | Ferrari 056 2,4 V8                     | AUS DNS | MAL 8   | CHN 10  | BHR 12  | ESP 15  | MON 11  | CAN Ret | GBR 10  | GER 10   | HUN 11  | BEL 13  | ITA 5  | SIN 9   | KOR 4   | JPN 6   | IND 19† | ABU 14  | USA 6   | BRA 8  |         |         |         |          |       | 51   | 10. místo |
| 2014 | Sahara Force India F1 Team            | Force India VJM07  | Mercedes PU106A Hybrid 1,6 V6 t        | AUS 6   | MAL 5   | BHR 5   | CHN 6   | ESP 10  | MON 5   | CAN 5   | AUT 9   | GBR 8    | GER 7   | HUN Ret | BEL 10 | ITA 12  | SIN 9   | JPN 8   | RUS 12  | USA Ret | BRA 8   | ABU 6  |         |         |         |          |       | 96   | 9. místo  |
| 2015 | Sahara Force India F1 Team            | Force India VJM08  | Mercedes PU106B Hybrid 1,6 V6 t        | AUS 7   | MAL 14  | CHN Ret | BHR 13  | ESP 15  | MON 11  | CAN 8   | AUT 6   |          |         |         |        |         |         |         |         |         |         |        |         |         |         |          |       | 58   | 10. místo |
| 2015 | Sahara Force India F1 Team            | Force India VJM08B | Mercedes PU106B Hybrid 1,6 V6 t        |         |         |         |         |         |         |         |         | GBR 7    | HUN Ret | BEL DNS | ITA 7  | SIN Ret | JPN 6   | RUS Ret | USA Ret | MEX 7   | BRA 6   | ABU 7  |         |         |         |          |       | 58   | 10. místo |
| 2016 | Sahara Force India F1 Team            | Force India VJM09  | Mercedes PU106C Hybrid 1,6 V6 t        | AUS 7   | BHR 15  | CHN 15  | RUS Ret | ESP Ret | MON 6   | CAN 8   | EUR 9   | AUT 19†  | GBR 7   | HUN 10  | GER 7  | BEL 4   | ITA 10  | SIN Ret | MAL 8   | JPN 8   | USA Ret | MEX 7  | BRA 7   | ABU 7   |         |          |       | 72   | 9. místo  |
| 2017 | Renault Sport F1 Team                 | Renault R.S.17     | Renault R.E.17 1,6 V6 t                | AUS 11  | CHN 12  | BHR 9   | RUS 8   | ESP 6   | MON Ret | CAN 8   | AZE Ret | AUT 13   | GBR 6   | HUN 17† | BEL 6  | ITA 13  | SIN Ret | MAL 16  | JPN Ret | USA Ret | MEX Ret | BRA 10 | ABU 6   |         |         |          |       | 43   | 10. místo |
| 2018 | Renault Sport F1 Team                 | Renault R.S.18     | Renault R.E.18 1,6 V6 t                | AUS 7   | BAH 6   | CHN 6   | AZE Ret | ESP Ret | MON 8   | CAN 7   | FRA 9   | AUT Ret  | GBR 6   | GER 5   | HUN 12 | BEL Ret | ITA 13  | SIN 10  | RUS 12  | JPN Ret | USA 6   | MEX 6  | BRA Ret | ABU Ret |         |          |       | 69   | 7. místo  |
| 2019 | Renault F1 Team                       | Renault R.S.19     | Renault E-Tech 19 1,6 V6 t             | AUS 7   | BAH 17† | CHN Ret | AZE 14  | ESP 13  | MON 13  | CAN 7   | FRA 8   | AUT 13   | GBR 10  | GER Ret | HUN 12 | BEL 8   | ITA 5   | SIN 9   | RUS 10  | JPN DSQ | MEX 10  | USA 9  | BRA 15  | ABU 12  |         |          |       | 37   | 14. místo |
| 2020 | BWT Racing Point F1 Team              | Racing Point RP20  | Mercedes M11 EQ Performance 1,6 V6 t   | AUT     | STY     | HUN     | GBR DNS | 70A 7   | ESP     | BEL     | ITA     | TUS      | RUS     | EIF 8   | POR    | EMI     | TUR     | BHR     | SKR     | ABU     |         |        |         |         |         |          |       | 10   | 15. místo |
|      |                                       |                    |                                        |         |         |         |         |         |         |         |         |          |         |         |        |         |         |         |         |         |         |        |         |         |         |          |       |      |           |
| 2022 | Aston Martin Aramco Cognizant F1 Team | Aston Martin AMR22 | Mercedes F1 M13 E Performance 1,6 V6 t | BHR 17  | SAU 12  | AUS     | EMI     | MIA     | ESP     | MON     | AZE     | CAN      | GBR     | AUT     | FRA    | HUN     | BEL     | NED     | ITA     | SIN     | JPN     | USA    | MXC     | SAP     | ABU     |          |       | 0    | 22. místo |
| 2023 | Moneygram Haas F1 Team                | Haas VF-23         | Ferrari 066/10 1,6 V6 t                | BHR 15  | SAU 12  | AUS 7   | AZE 17  | MIA 15  | MON 17  | ESP 15  | CAN 15  | AUT Ret6 | GBR 13  | HUN 14  | BEL 18 | NED 12  | ITA 17  | SIN 13  | JPN 14  | QAT 16  | USA 11  | MXC 13 | SAP 12  | LVG 19  | ABU 15† |          |       | 9    | 16. místo |
| 2024 | Moneygram Haas F1 Team                | Haas VF-24         | Ferrari 066/10 1,6 V6 t                | BHR 16  | SAU 10  | AUS 9   | JPN 11  | CHN 10  | MIA 117 | EMI 11  | MON Ret | CAN 11   | ESP 11  | AUT 6   | GBR 6  | HUN 13  | BEL 18  | NED 11  | ITA 17  | AZE 11  | SIN 9   | USA 8  | MXC 9   | SAP DSQ | LVG 8   | QAT Ret7 | ABU 8 | 41   | 11. místo |
| 2025 | Stake F1 Team Kick Sauber             | Kick Sauber C44    | Ferrari 066/12 1,6 V6 t                | AUS 7   | CHN 15  | JPN 16  | BHR DSQ | SAU 15  | MIA 14  | EMI 12  | MON 16  | ESP 5    | CAN 8   | AUT 9   | GBR 3  | BEL 12  | HUN     | NED     | ITA     | AZE     | SIN     | USA    | MXC     | SAP     | LVG     | QAT      | ABU   | 37*  | 9. místo* |